# マイユニット (ファイアーエムブレム)
マイユニット(My Unit)は、任天堂発売（開発・インテリジェントシステムズ）のコンピュータゲーム『ファイアーエムブレム 新・紋章の謎 〜光と影の英雄〜』、『ファイアーエムブレム 覚醒』、『ファイアーエムブレムif』、『ファイアーエムブレム ヒーローズ』に登場する、架空の人物及びプレイヤーの分身である。また、任天堂のクロスオーバー作品である『大乱闘スマッシュブラザーズシリーズ』にも登場している。

## 『ファイアーエムブレム 新・紋章の謎』でのマイユニット
『ヒーローズ』での担当声優は日野聡（男）、Lynn（女）。
デフォルト名はクリス（Kris）。名前をつけて性別、初期兵種、容姿、プロフィールなどを選択して作成する。一人称は男性の場合は「おれ」で女性の場合は「私」になる。主人公であるマルスの近衛騎士として登場し、もう一人の主人公と位置づけられている。セラ村出身の若者で、アリティア王国で騎士志願し、プロローグで入団試験を突破することになる。その後見習い騎士第7小隊を経て、マルス暗殺事件でマルスを守りきったことをきっかけにマルスの近衛騎士となり、彼とともに英雄戦争を戦い抜く。マルスが「光の英雄」なのに対し、クリスはマルスの傍に立ち陰から支える「影の英雄」として位置付けられている。
なれる兵種は男女と、男性の場合は最初に選んだ兵種で決まり、初期装備は選んだ兵種に応じたものが用意される。キャラメイク時に選択する兵種候補は男性が傭兵、ソシアルナイト、アーマーナイト、戦士、アーチャー、魔道士、女性は剣士、ソシアルナイト、ペガサスナイト、アーチャー、魔道士のいずれか。候補にない兵種にも後から変更できる。

## 『ファイアーエムブレム 覚醒』でのマイユニット
担当声優は細谷佳正（僕1、俺1、外部作品）、大川透（俺2）、沢城みゆき（僕2、女、外部作品）。
デフォルト名はルフレ（Robin）。初期兵種は専用職の戦術師→神軍師。名前をつけて性別、身長、容姿、声、得意/苦手なステータスなどを選択して作成する。一人称は男性の場合は「僕」「俺」で女性の場合は「私」「あたし」になる。男性のみ声のパターンにより声優が変わる。外部作品では男性が細谷佳正による「僕」、女性が「私」で統一されている（『ヒーローズ』に登場した幼少期は男女ともに沢城みゆきが担当）。
記憶を失い道端に行き倒れているところをクロム達に助けられた直後、南の町を襲っていた山賊団との戦闘で天才的な軍略の才能を発揮して共闘したことから、軍師としてクロム自警団の仲間に加わる。クロムとはやがて互いの半身と呼ぶ間柄となっていく。しかし、自身がやがて絶望の未来をもたらす存在・邪竜ギムレーとなる運命にあるため、その運命に抗うべくクロムたちとともに命をかけることとなる。
一部の専用職及び性別の関係でなれない職を除きほとんどのクラスにチェンジ可能な上に、ほぼ全てのキャラクターと支援関係を結ぶことができる。異性と結婚すると子供のマークが誕生する。マークはルフレと反対の性別で登場し、髪色と初期兵種はルフレの結婚相手に依存するが、戦術師を含むルフレの素質はほとんど受け継ぐ(性別限定職は反対の性別のものに変わる)。

### ファイアーエムブレムif
マイキャッスルでルフレのamiiboにタッチする。声は細谷佳正が担当。

### ファイアーエムブレムエンゲージ
「聖王の腕輪」にクロムと共に宿っている2人1組の「絆の紋章士」として、男性のルフレが登場。
基本的に表に出るのはクロムであるが、加入時のムービー、一部の人物との会話、鍛錬、エンゲージの際には自身も登場する。

### 大乱闘スマッシュブラザーズシリーズ（ルフレ）
『大乱闘スマッシュブラザーズ for Nintendo 3DS / Wii U』でルフレ名義で登場。プレイヤーキャラクターの1人として登場する。デザインは『覚醒』における戦術師に準拠しており、武器は青銅の剣やサンダーソード、魔道書を使用して戦う。各属性の魔道書とサンダーソードは使用回数に限りがあり、回数が尽きるとしばらく使えなくなる。カラーバリエーションは奇数カラーが男性、偶数カラーが女性となっている。

## 『ファイアーエムブレムif』でのマイユニット
担当声優は島﨑信長（男）、佐藤聡美（女）。
デフォルト名はカムイ（Corrin）。初期クラスは専用職のダークプリンス（男性） / ダークプリンセス（女性） → 白の血族（白夜） / ダークブラッド（暗夜）。名前をつけて性別、身長、容姿、声、得意/苦手なステータスなどを選択して作成する。白夜王国の王子/王女の1人として生まれるが幼少期に暗夜王ガロンに誘拐され、暗夜王国の王子/王女として育てられる。神祖竜の血を濃く引いており、他作品のマムクートのようにその身を竜化する力を持つ。竜としての姿は青白い体で翼を持つ4足歩行の竜。神器「夜刀神」に選ばれて使い手となる。白夜・暗夜のどちらの王族きょうだいからもきょうだいとして扱われているが、白夜と暗夜の戦争が始まり、どちらの勢力について戦うかの決断を迫られることになる。
ルフレ同様、ほとんどの味方ユニットと支援し、支援相手のほとんどの異性と結婚可能、またほとんどの同性とバディ可能である。ただし男性はゼロと、女性はシャラとはバディにならず同性婚となる。パラレルプルフでなれる職資質は最初に選択したものが使用可能となるが、竜の血を濃く引くためか、他の兵種でも常に竜特効を受けてしまうという弱点も持つ。異性と結婚すると子供のカンナが反対の性別で登場する。

### ファイアーエムブレムエンゲージ
女性のカムイが「選択の紋章士」として「未来を選びし者の指輪」に宿っており、ソルム王国に託されて北の城塞に安置されている。ミスティラ王女から情報を得て城塞を訪れたリュールによって顕現され、力を貸す。
原作の特徴的なシステムであった「竜脈」を操る力を使いこなす。「竜脈」を使うことで、装備車の兵種(戦闘スタイル)に応じた地形効果を発生させる。他にもシンクロスキルで攻撃した敵の能力を下げる「竜呪」を習得し、エンゲージ時はエンゲージスキル「呪縛」で自軍ターン時に攻撃した相手を移動できなくする。エンゲージ技は水を撃ち出して前方直線3マスを攻撃し地形を水たまりにする「竜穿砲」。エンゲージ武器は得物の「夜刀神」の他に、原作に登場する逆刀・飛刀を所持。

### 大乱闘スマッシュブラザーズシリーズ（カムイ）
『大乱闘スマッシュブラザーズ for Nintendo 3DS / Wii U』でカムイ名義で登場。有料追加コンテンツとして2016年2月4日より配信開始された。ルフレ同様、男性カムイが基本だがカラーバリエーションにより女性カムイも使用可能で、奇数カラーに男性、偶数カラーに女性が充てられている。今回の最新作枠であるが「これ以上FE枠を増やしていい事に対して良いのかと思った。開発スタッフと内容を話し合った結果、面白く出来ると確信が出た。」という。
『竜穿』という竜化の能力があり、全身竜化、身体の一部を竜化し、腕を槍のように伸ばしたり、獣の牙を出す。地面に対して突き刺し固定させる技もある。『ストリートファイターシリーズ』に登場するダルシムの様な「スーパーリーチタイプ」。意外な所からスマッシュ攻撃が可能。